# حاصل عمر (آلبوم)
حاصل عمر نام یک آلبوم موسیقی بی کلام در سبک سنتی ایرانی با حضور علی اصغر بهاری، فرامرز پایور و حسین تهرانی می‌باشد. این اثر توسط انتشارات چهارباغ به بازار آمده است.

## شرح اثر

### هنرمندان
- علی اصغر بهاری: کمانچه
- فرامرز پایور: سنتور
- حسین تهرانی: تنبک

آهنگ سازان این اثر رکن‌الدین مختاری، ابوالحسن صبا و علی‌اصغر بهاری می‌باشند.

### فهرست آهنگ‌ها
1. قسمتی از پیش‌درآمد (اثر رکن‌الدین مختاری)
2. چهارمضراب سنتور و ضرب (اثر ابوالحسن صبا)
3. درآمد بیات ترک، شهابی، جامه‌دران (کمانچه)
4. شکسته و چهارمضراب (سنتور و ضرب)
5. بداهه‌نوازی در گوشهٔ داد (کمانچه و سنتور)
6. دوگاه و مهدی ضرابی (سنتور)
7. مثنوی (کمانچه و سنتور)
8. رنگ ترک
9. پیش‌درآمد (اثر علی اصغر بهاری)
10. چهارمضراب (سنتور و تمبک)
11. درآمد اصفهان، سوز و گداز (کمانچه)
12. چهارمضراب بیات راجه (کمانچه و تمبک)
13. عشاق (سنتور)
14. رنگ بیات اصفهان